# Pod Zakletým
Pod Zakletým je přírodní rezervace poblíž obce Zdobnice v okrese Rychnov nad Kněžnou. Oblast spravuje AOPK ČR Správa CHKO Orlické hory. Důvodem ochrany je biotop tučnice obecné (Pinguicula vulgaris), zařazené zde do skupiny silně ohrožených druhů. 

## Fotogalerie

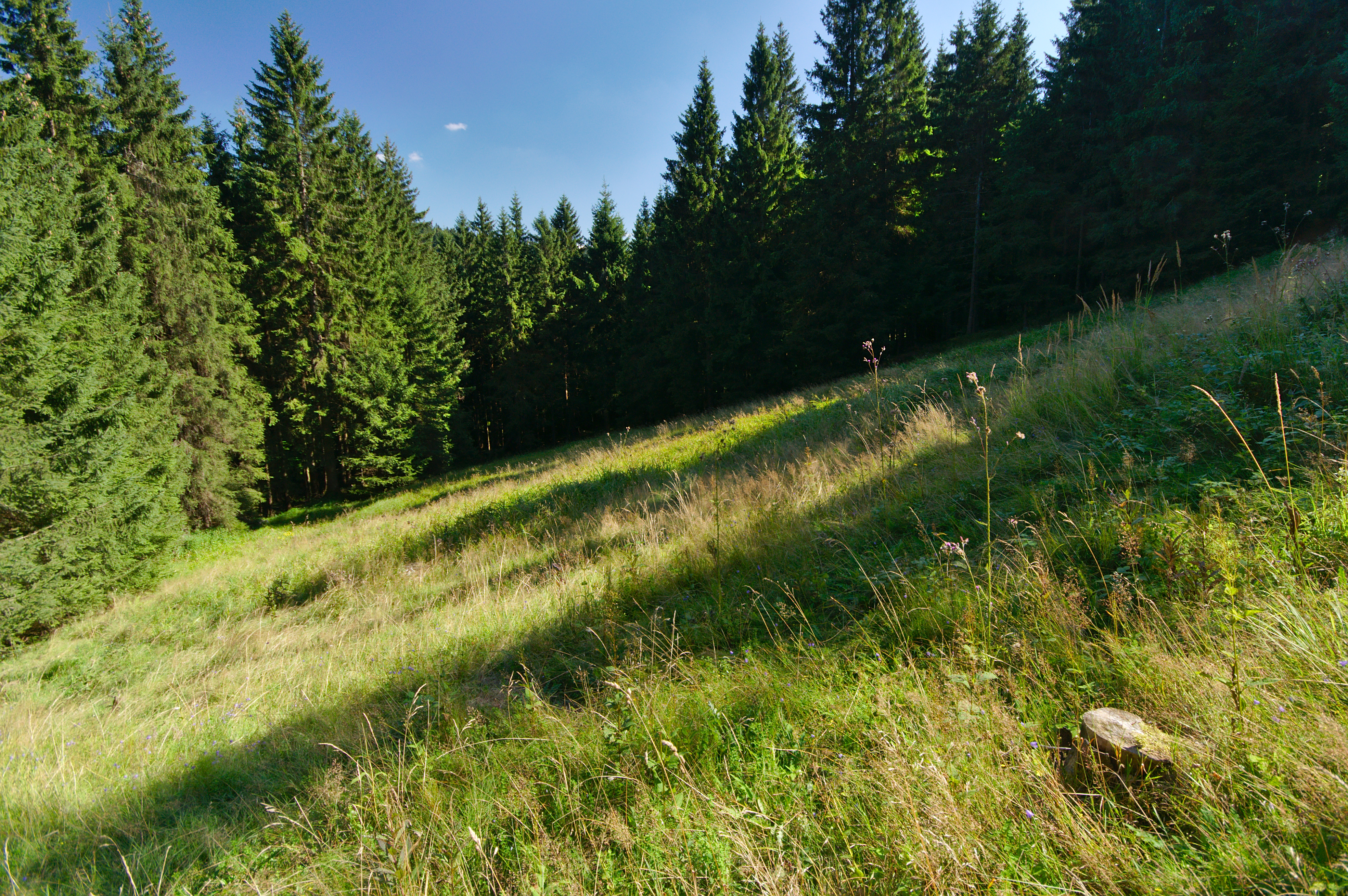
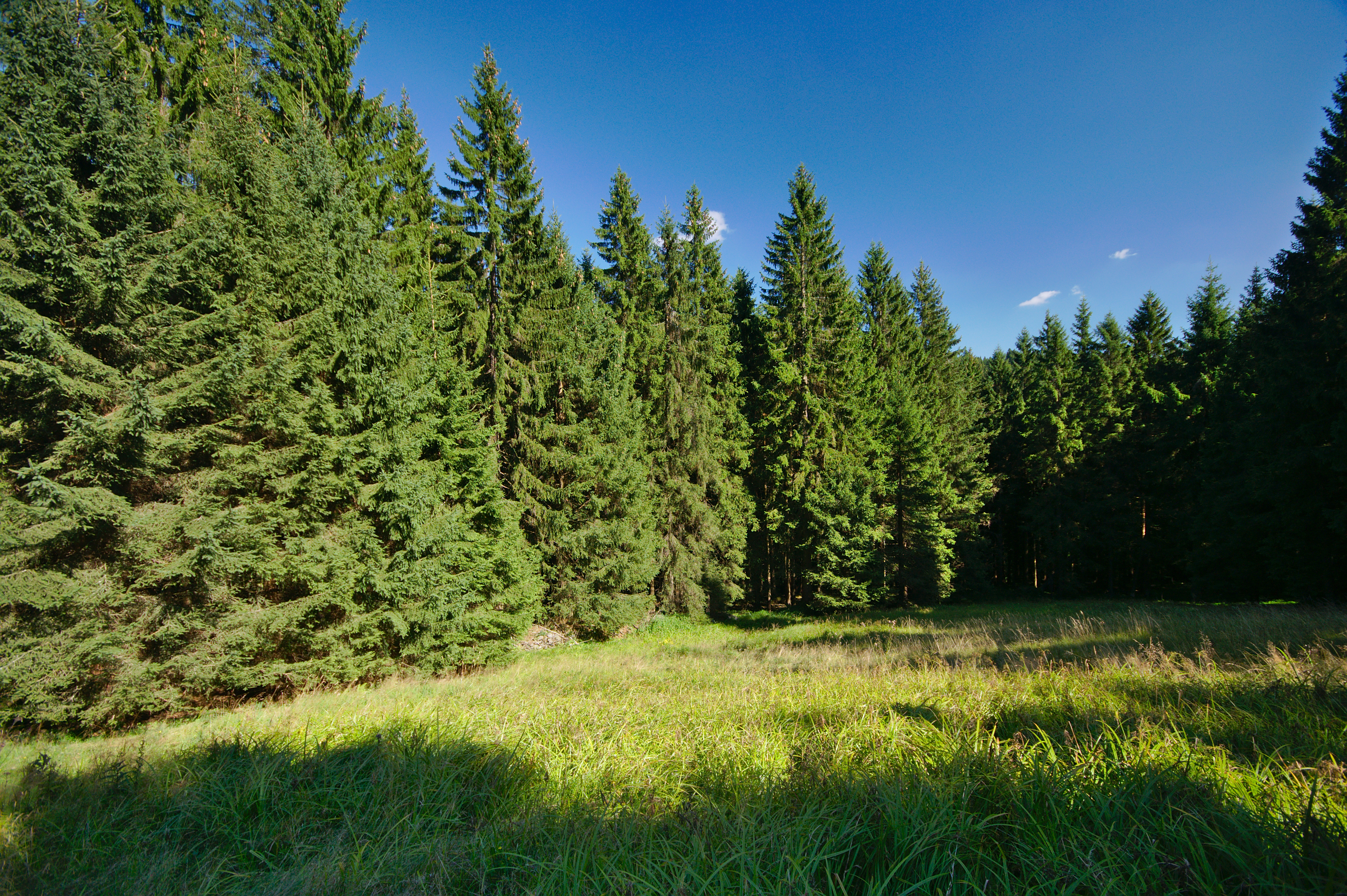
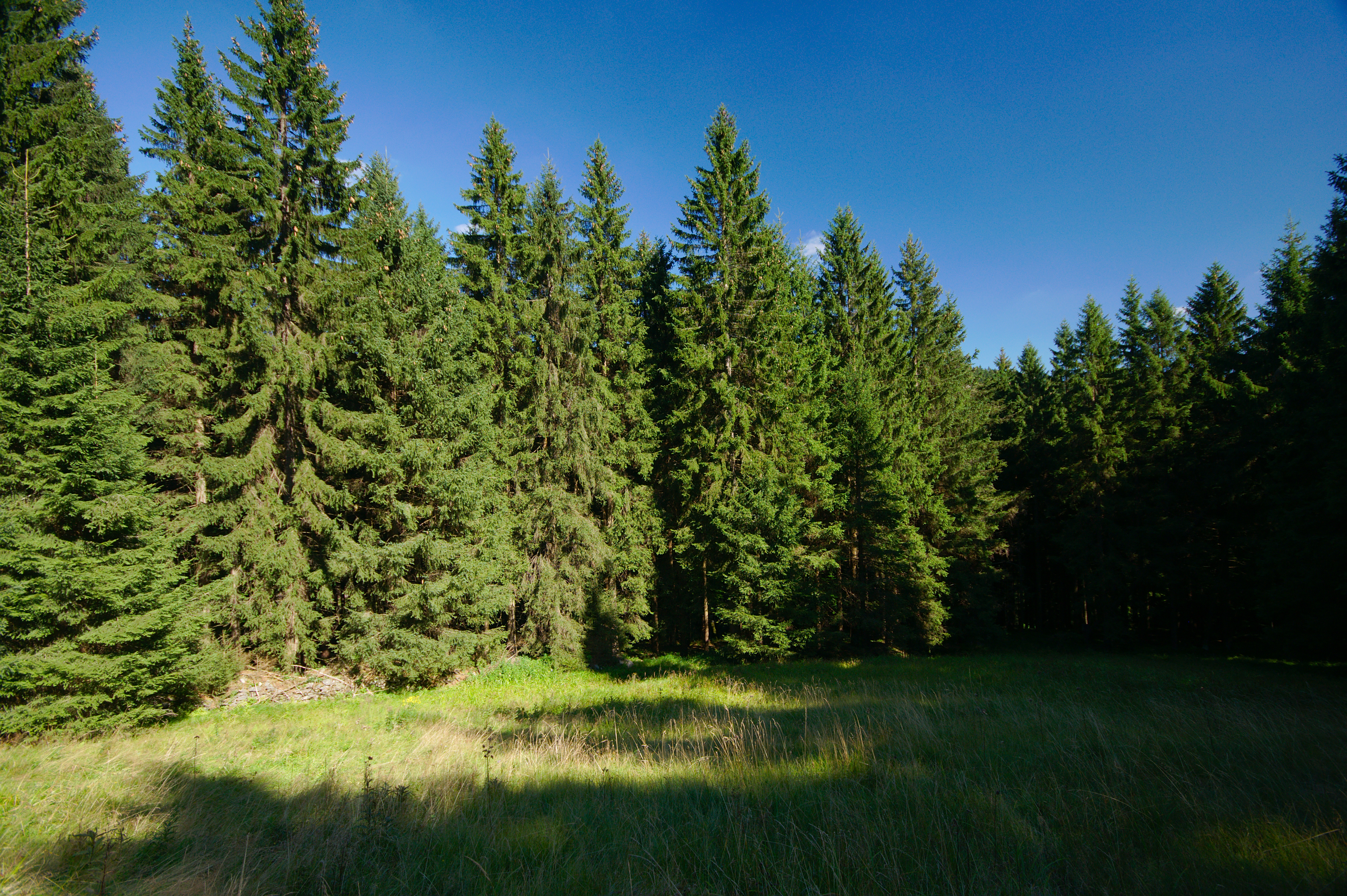
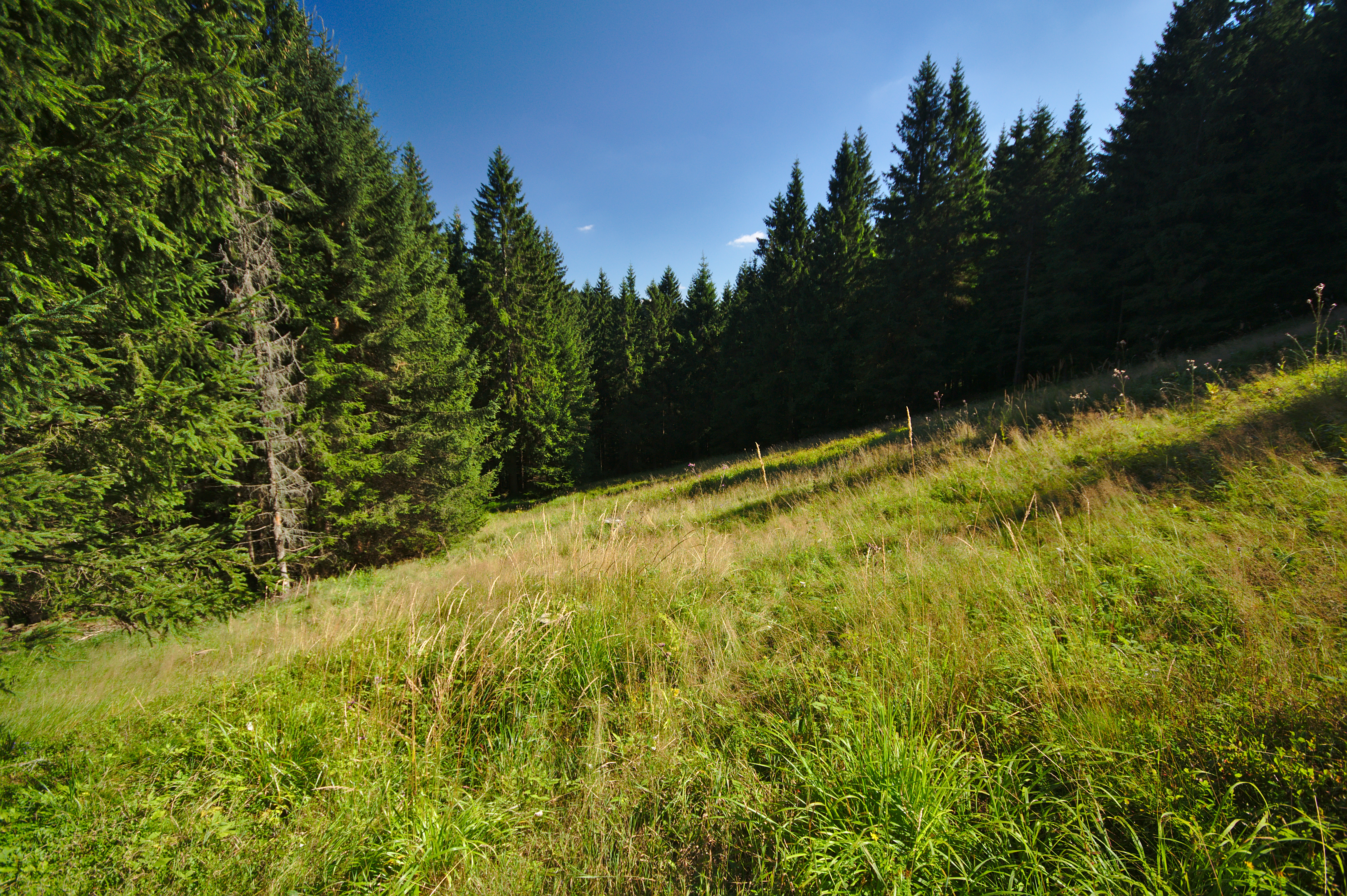